# Hoplandrothrips irretius
Hoplandrothrips irretius är en insektsart som beskrevs av Hiromichi Kono 1964. Hoplandrothrips irretius ingår i släktet Hoplandrothrips och familjen rörtripsar. Inga underarter finns listade i Catalogue of Life.